# Pico da Neblina
Pico da Neblina je najviša planina u Brazilu s 2994 m. Sjeverni dio planine nalazi se u Venecueli (najviši vrh Venecuele je Pico Bolívar s 4979 m). U portugalskom i španjolskom jeziku neblina znači magla. Vrh planine je većinu vremena u magli. Na vrh su se prvi popeli brazilski vojnici 1965. godine
Sjeverni dio nalazi se u venezuelanskom Nacionalnom parku Serranía de la Neblina, a južni dio je u brazilskom Nacionalnom parku Pico da Neblina. Ti dva i ostali nacionalni parkovi u blizini čine zaštićeno područje od preko 80.000 km2, jedno od najvećih svjetskih zaštićenih područja na području tropskih šuma.
U prošlosti se na temelju teodolitskih mjerenja smatralo da je najviši vrh Pico da Nebline visok 3014 m, dok su novija mjerenja GPS-om otkrila da visina zapravo iznosi 2994 m.
Na vrhu je spomen-ploča na kojoj piše da je to najviše mjesto u Brazilu. Uz spomen-ploču je brazilska zastava, koja se mijenja svake godine prilikom vojne ceremonije.